# Avia 156
O Avia 156 foi um avião comercial checoslovaco com seis assentos, projetado por Robert Nebesař e construído pela Avia. Voou pela primeira vez em 6 de setembro de 1934. Era um avião de alta altitude com um único motor Avia-HS-12Ydrs. Apenas um protótipo foi construído.
Durante um voo em 12 de abril de 1935, uma parte do lado esquerdo da asa quebrou, arrancando o estabilizador horizontal, posteriormente quebrando também o restante da asa. Os destroços foram encontrados próximos a Polerady, onde o piloto Václav Kočí e o mecânico Josef Fiala faleceram. Sete minutos depois, o Avia 57, outro protótipo de Robert Nebesář, se acidentou próximo a Vinoř, menos de oito quilômetros do local onde o Avia 156 se acidentou.
A causa dos acidentes foi inicialmente considerada como uma colisão entre ambas as aeronaves, versão também defendida pela Avia. De acordo com a Comissão de Investigação do Ministério Público, a colisão provavelmente não ocorreu e a causa foi deficiências estruturais das máquinas, com o Instituto de Pesquisas e Testes de Aviação rechaçando a possibilidade de colisão e identificando a falta de rigidez nos sistemas de suporte de carga em ambos os protótipos como causa  mais provável para o acidente.
Após estes acidentes, o Eng. Nebesář concluiu seus trabalhos em aviões comerciais e foi colocado para trabalhar apenas com aeronaves militares.